# Chlorocebus pygerythrus
Vervet
Pour les articles homonymes, voir Vervet.
Espèce
Synonymes
- Cercopithecus pygerythrus
- Cercopithecus aethiops pygerythrus
- Chlorocebus aethiops pygerythrus

Statut de conservation UICN

 LC  : Préoccupation mineure
Statut CITES
Le Vervet,, ou Vervet bleu (Chlorocebus pygerythrus), est une espèce de singes africain de la famille des Cercopithecidae.

## Caractéristiques
La longueur du corps du Chlorocebus pygerythrus est de 40 à 60 cm, du sommet du crâne à la base de la queue. Sa queue peut atteindre jusqu'à 70 cm. Cette espèce pèse de 4 à 6 kg.[réf. souhaitée] Les mâles sont plus grands et plus lourds que les femelles. La fourrure de cet animal est de couleur vert-gris sur la partie supérieure, la partie inférieure est de couleur plus claire et les pattes sont noires. La tête est également noire, encadrée par des poils plus clairs sur les joues et le front.
Comme chez toutes les espèces du genre Chlorocebus, les mâles Chlorocebus pygerythrus ont les testicules de couleur bleue et le pénis rouge.

## Répartition et habitat

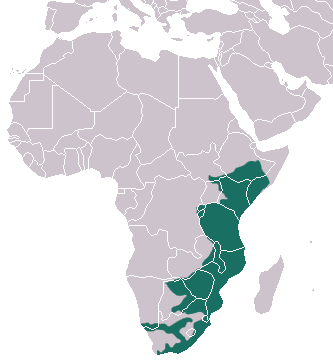
Répartition géographique

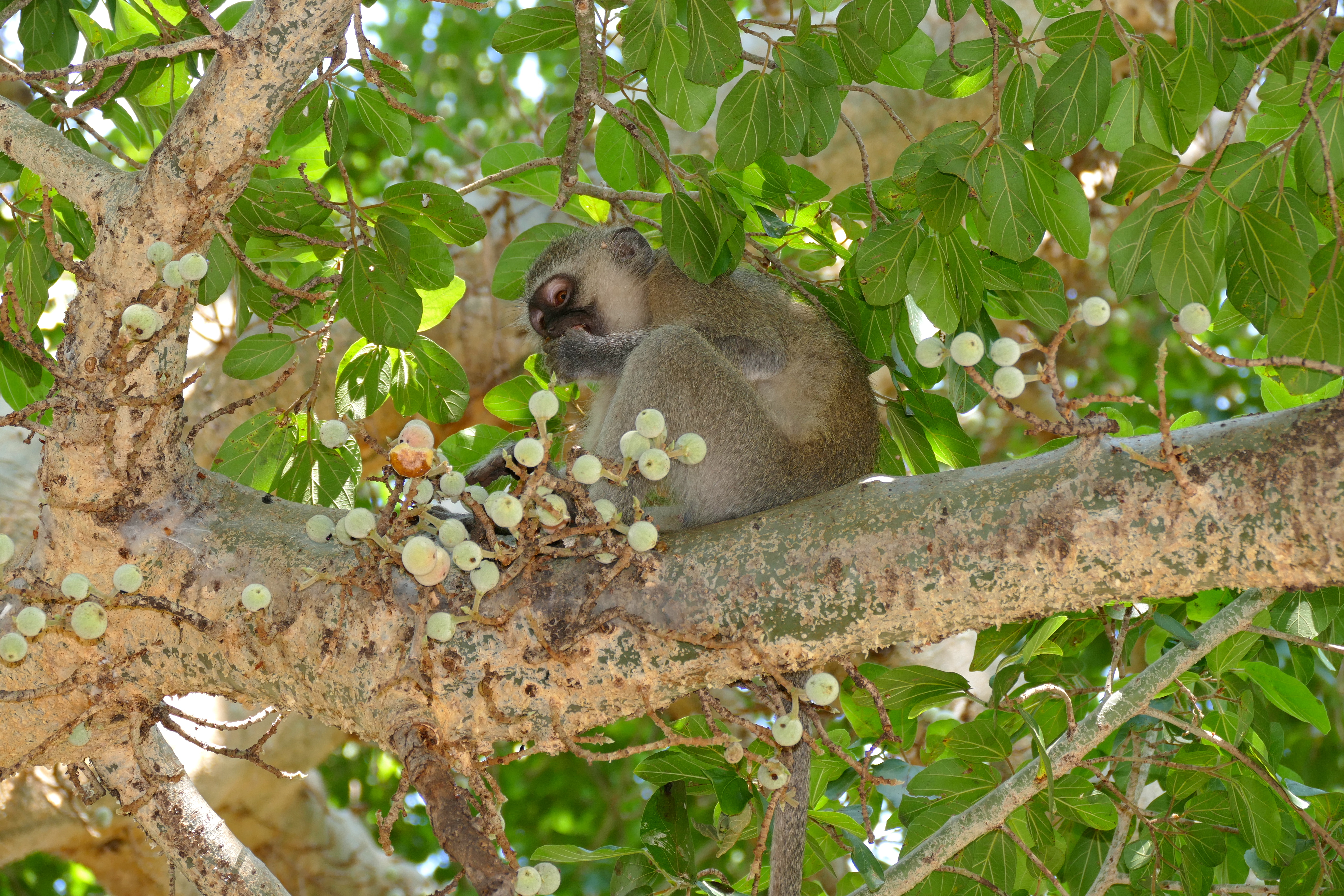
Vervet mangeant des figues

Cette espèce est présente dans l'Est et le Sud de l'Afrique : en Éthiopie, en Somalie, en Ouganda, au Kenya, au Rwanda, au Burundi, en Tanzanie, au Malawi, en Zambie, au Zimbabwe, au Botswana, en Mozambique, au Swaziland et en Afrique du Sud.
Elle vit dans les savanes, les zones boisées, les mosaïque de forêts-prairies. C'est une espèce très flexible qui peut s'adapter aux milieux fragmentés et aux cultures ainsi que dans les espaces urbains arborés. Elle évite par contre les déserts et les forêts trop denses.

## Mode de vie
Ces primates sont semi-terrestres, c'est-à-dire qu'ils peuvent vivre aussi bien sur terre que dans les arbres. Durant la nuit ils grimpent sur un arbre.
Ils vivent dans des groupes de jusqu'à 50 individus, dont des mâles, des femelles ainsi que des plus jeunes. Cela leur permet d'avoir une stratégie de défense plus organisée et précise, puisque plusieurs paires d'yeux ont une meilleure chance de percevoir le danger qu'une seule. Les deux sexes établissent une hiérarchie qui est, par exemple, appliquée lors de l'accès aux sources de nourritures ou dans la reproduction.

## Communication
Ils communiquent avec une gamme de sons, de gestes et de postures. Les individus émettent des sons différents en fonction de la situation. Ils utilisent au moins cinq différents cris d'alarmes pour communiquer aux autres individus du groupe, leur communiquant ainsi l'endroit d'où le danger vient, ou bien l'importance du prédateur. Ils reconnaissent la voix des autres vervets de leur groupe. Par exemple, ils utilisent trois types différents de cris d’alarme pour indiquer la présence de trois différents types de prédateurs : les léopards, les aigles et les serpents. Un cri fort de type aboiement est produit en présence des léopards et d’autres espèces félines, un cri court ressemblant à une toux est produit face à deux espèces d’aigles et un cri s’apparentant à un chuchotement signale plusieurs espèces de serpents dangereux. Chaque cri provoque un type différent de fuite chez les vervets qui l’ont entendu : le cri « léopard » provoque une fuite en direction des arbres, quand ils entendent le cri « aigle », ils regardent en l’air et courent parfois dans les buissons ; quand ils entendent le cri « serpent », ils regardent vers le sol, et adoptent parfois une position bipède.

## Régime alimentaire
Les Chlorocebus pygerythrus sont omnivores mais préfèrent les fruits. De plus, ils mangent aussi des fleurs, des feuilles, de jeunes pousses, mais aussi des insectes, des vers et autres petits animaux.

## Galerie

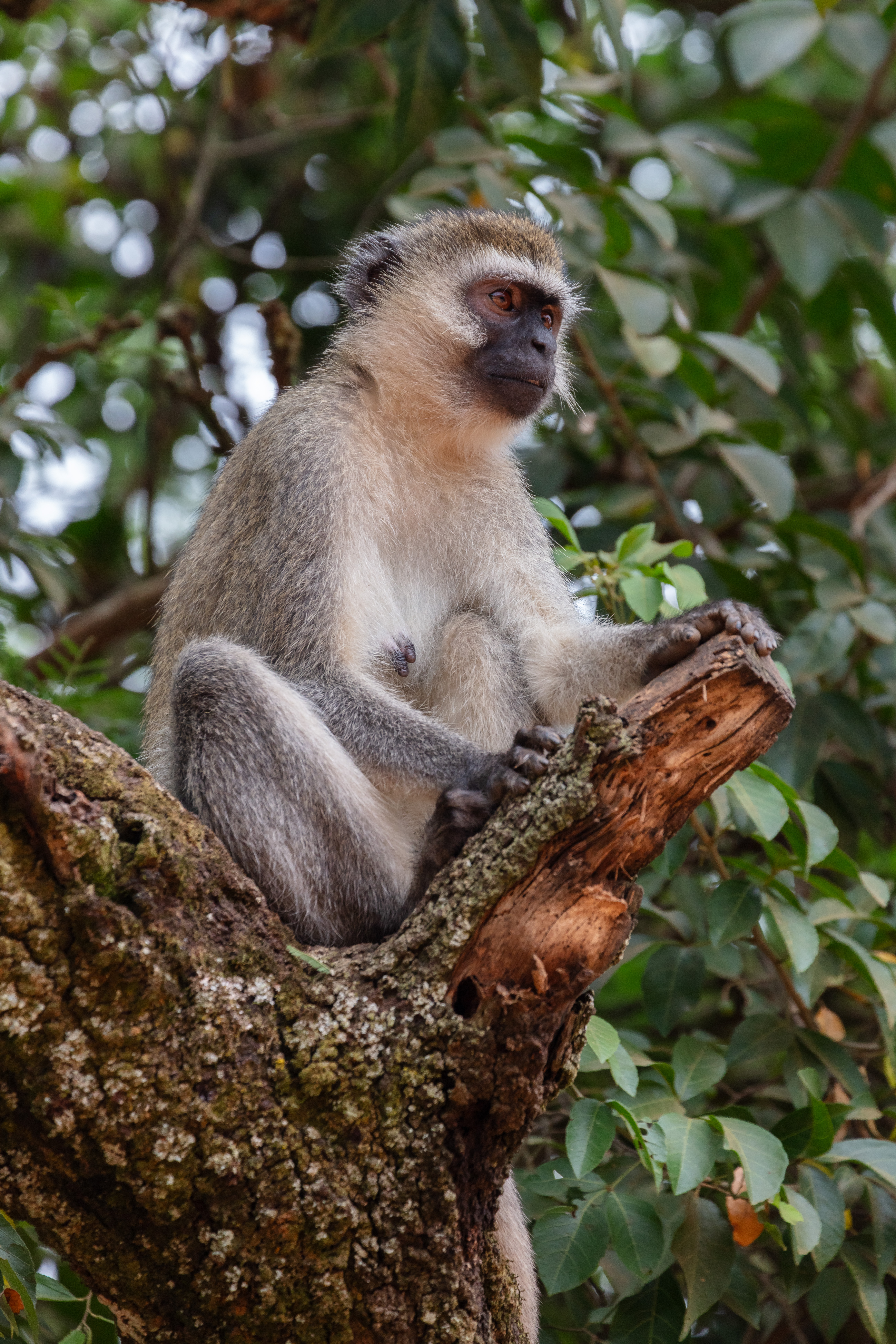
Vervet en Ouganda
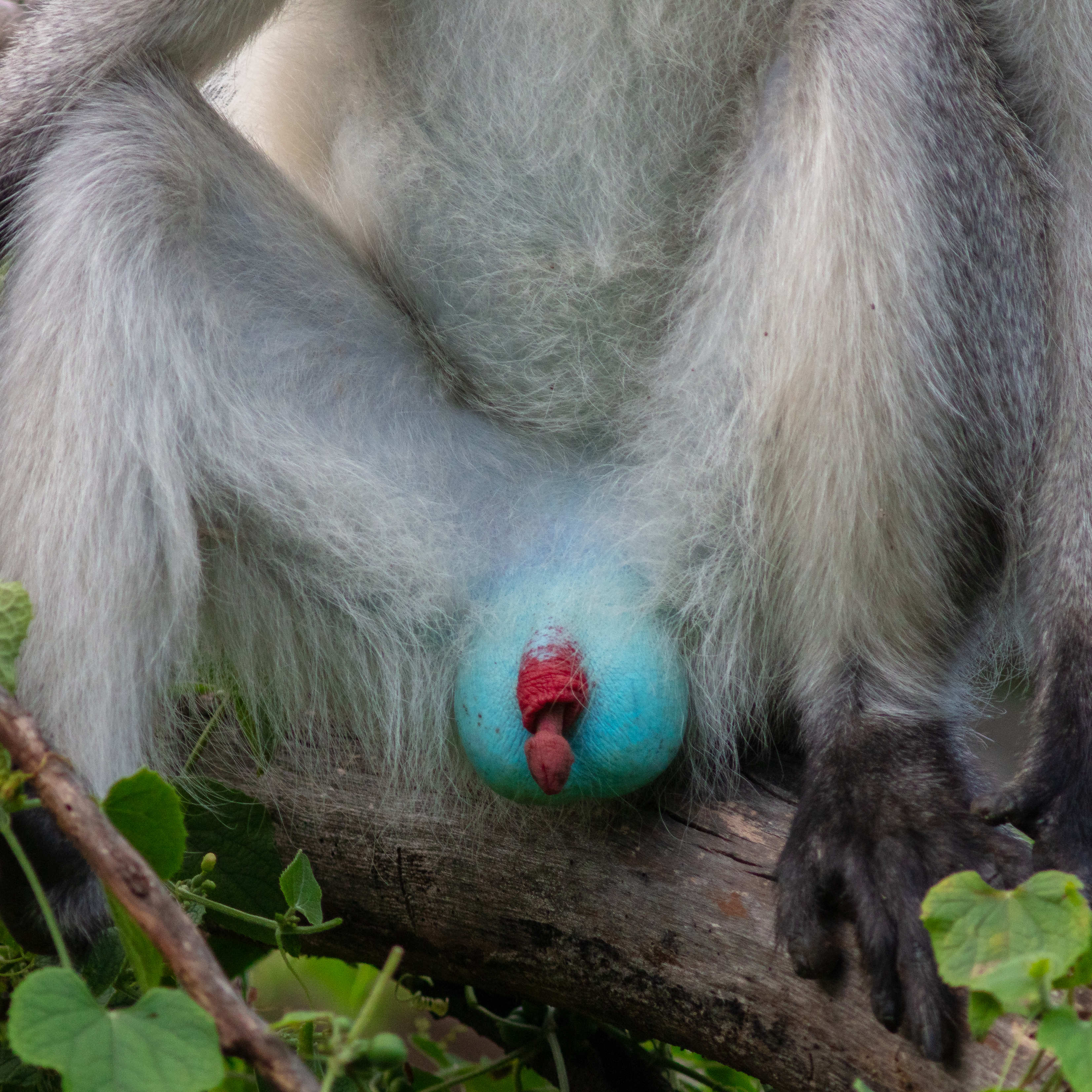
Détail des organes génitaux d'un spécimen masculin
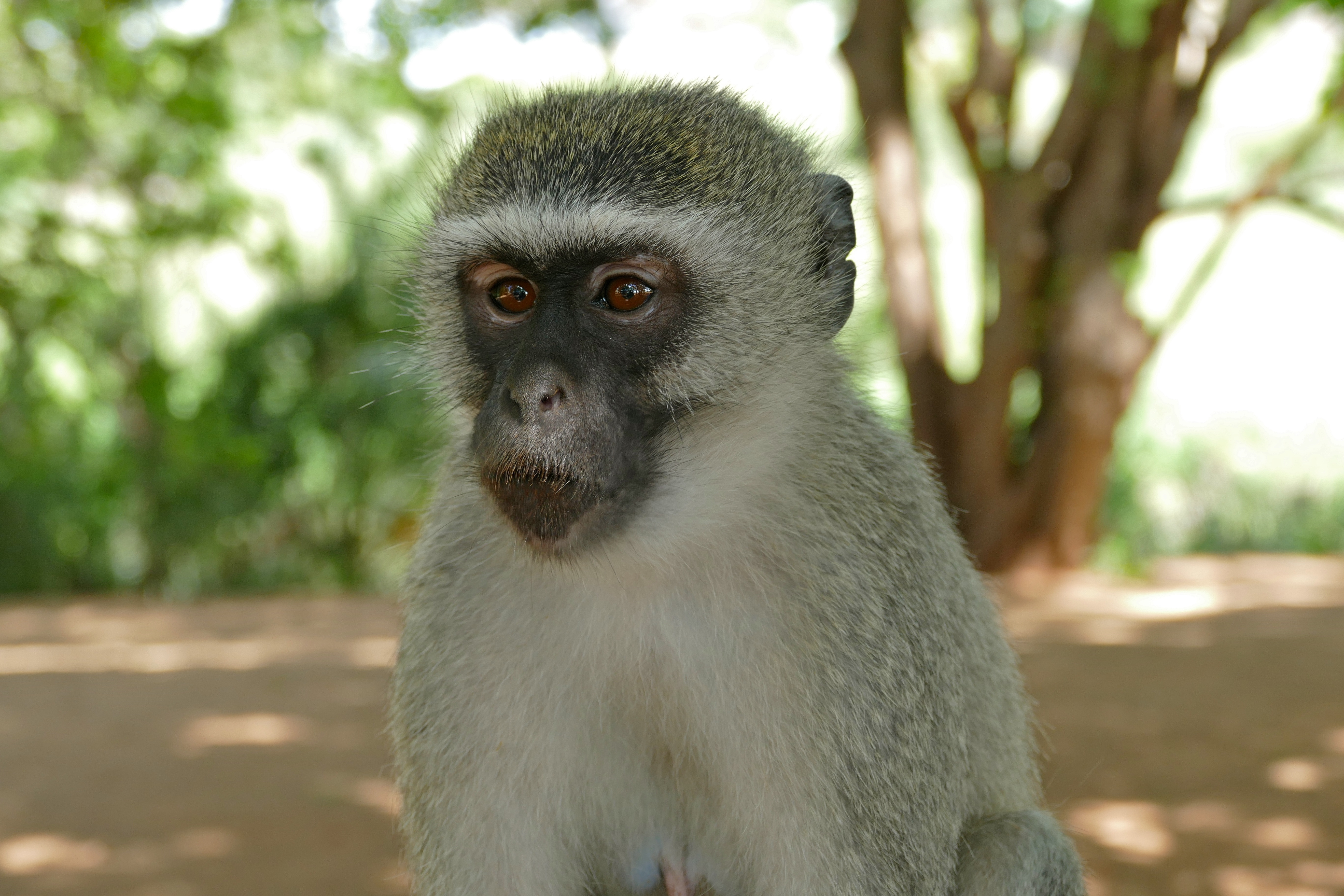
Détail de la tête ♀
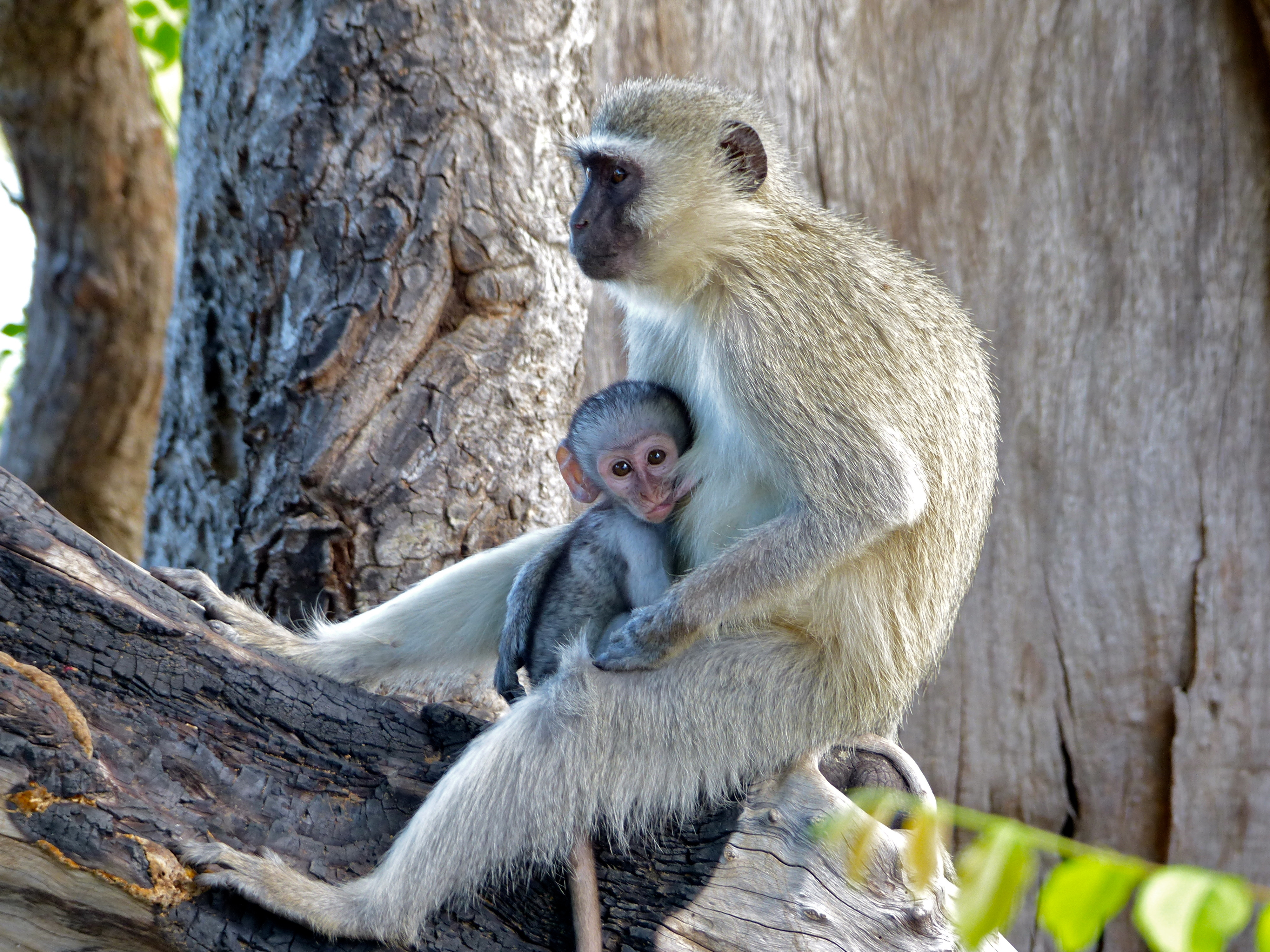
Femelle allaitant son petit
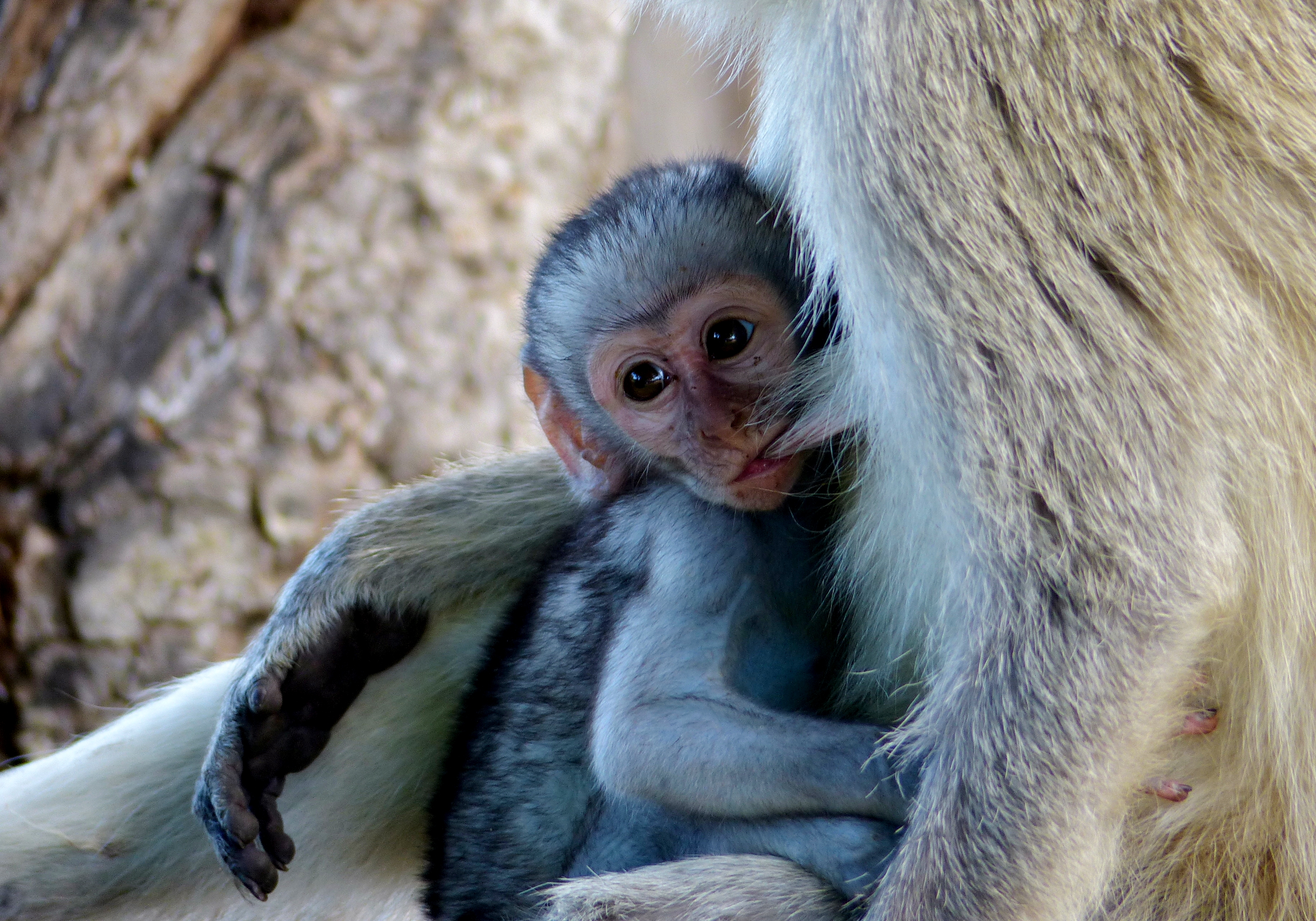
Juvénile à la tétée
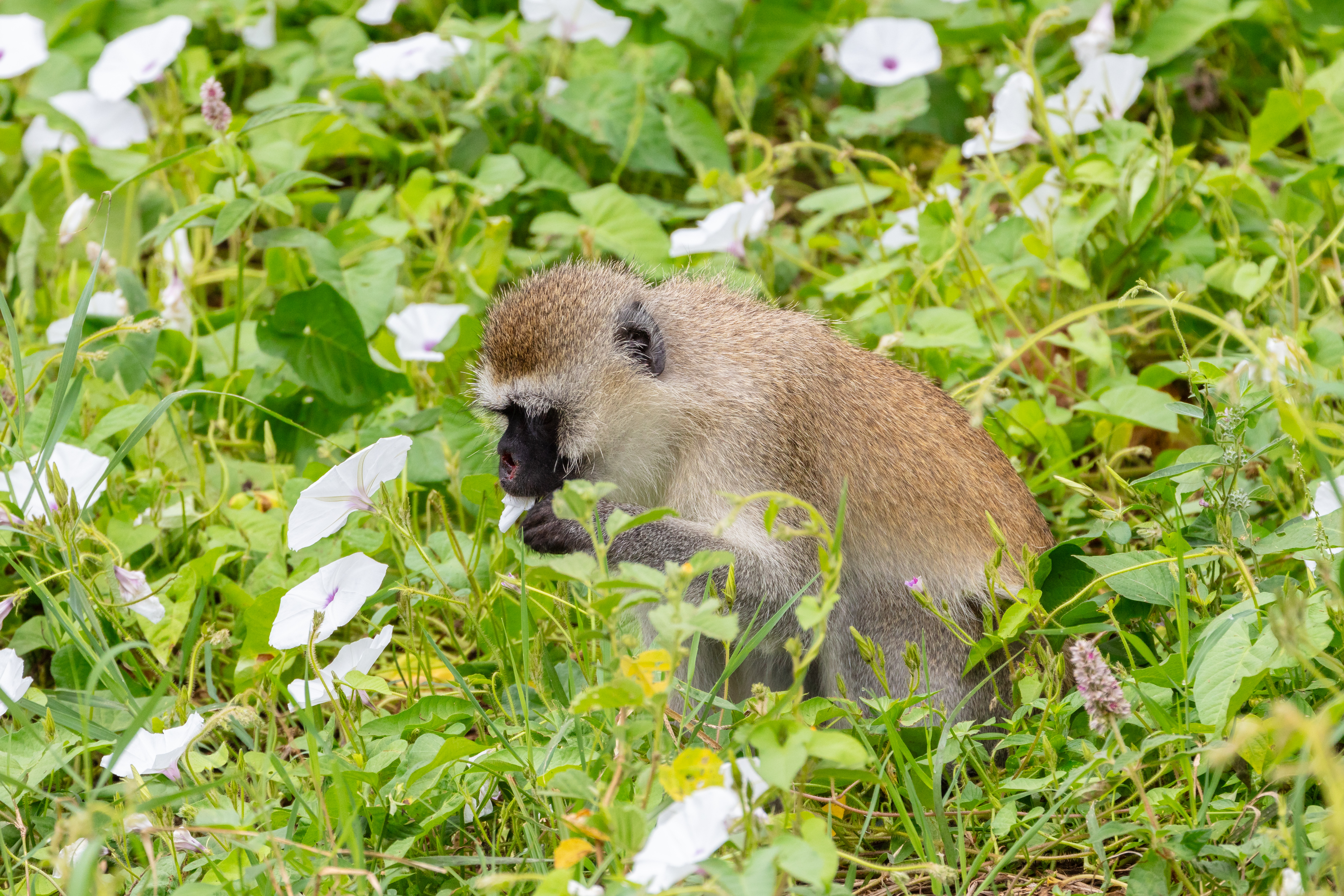
angeant des fleurs
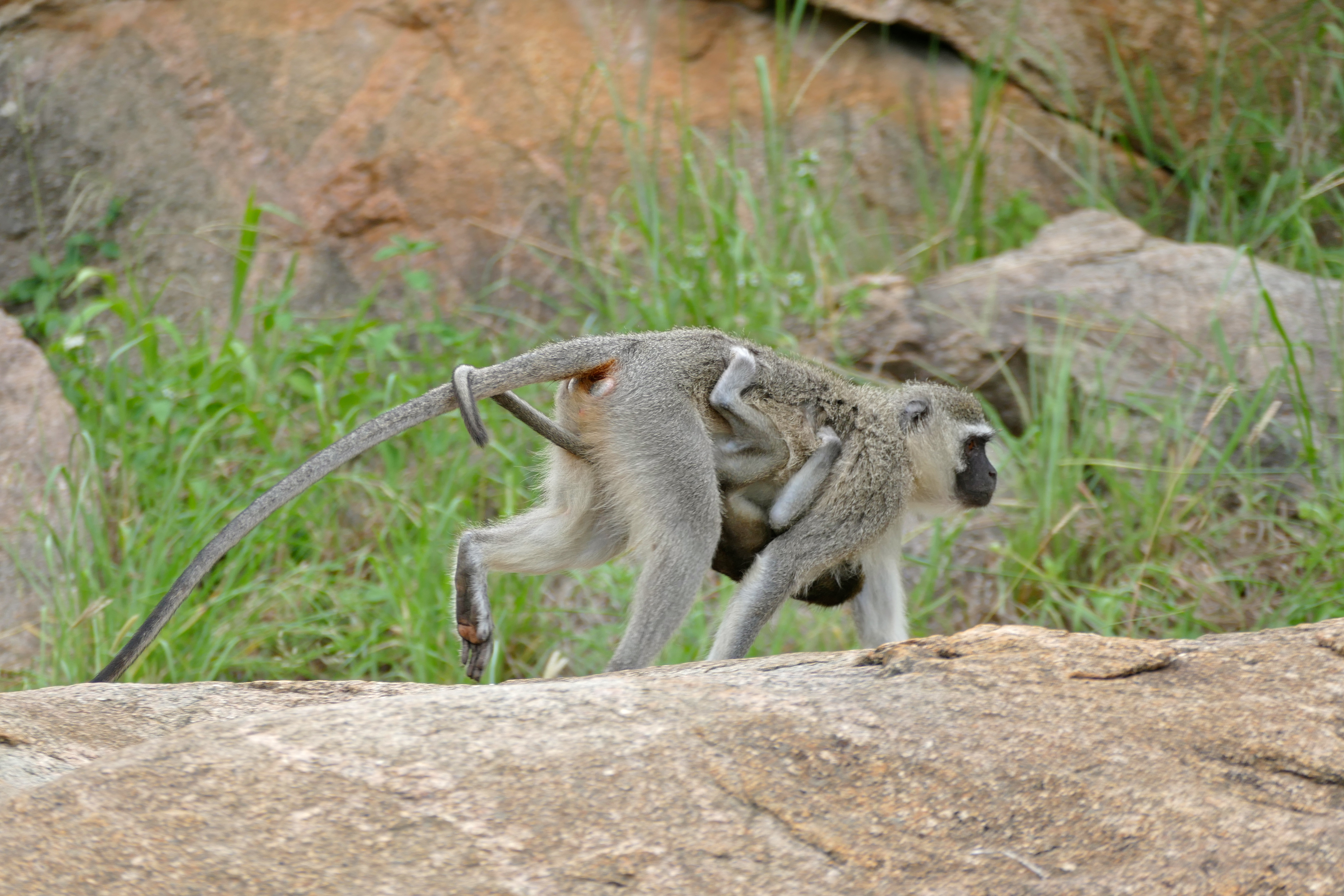
Femelle transportant son petit
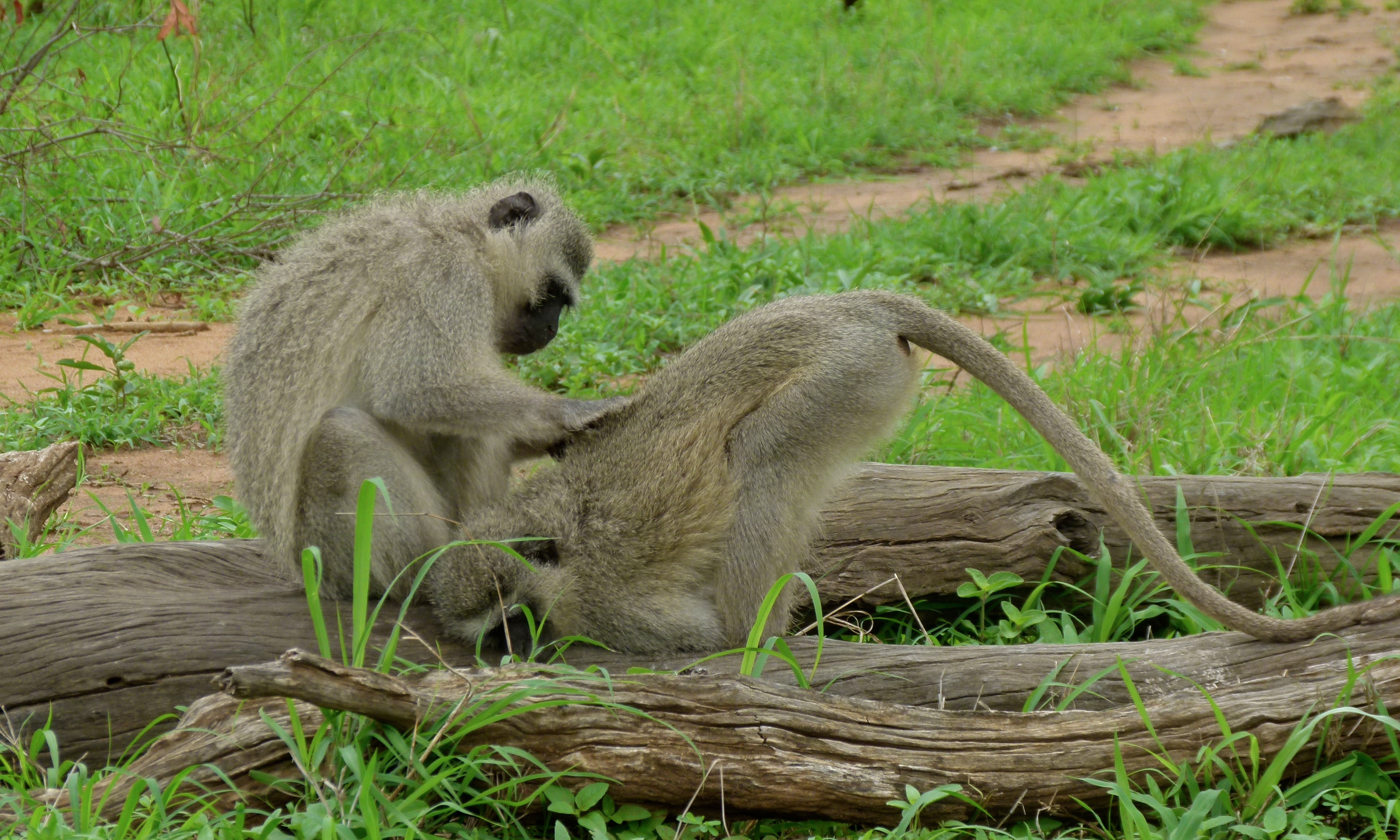
Épouillage
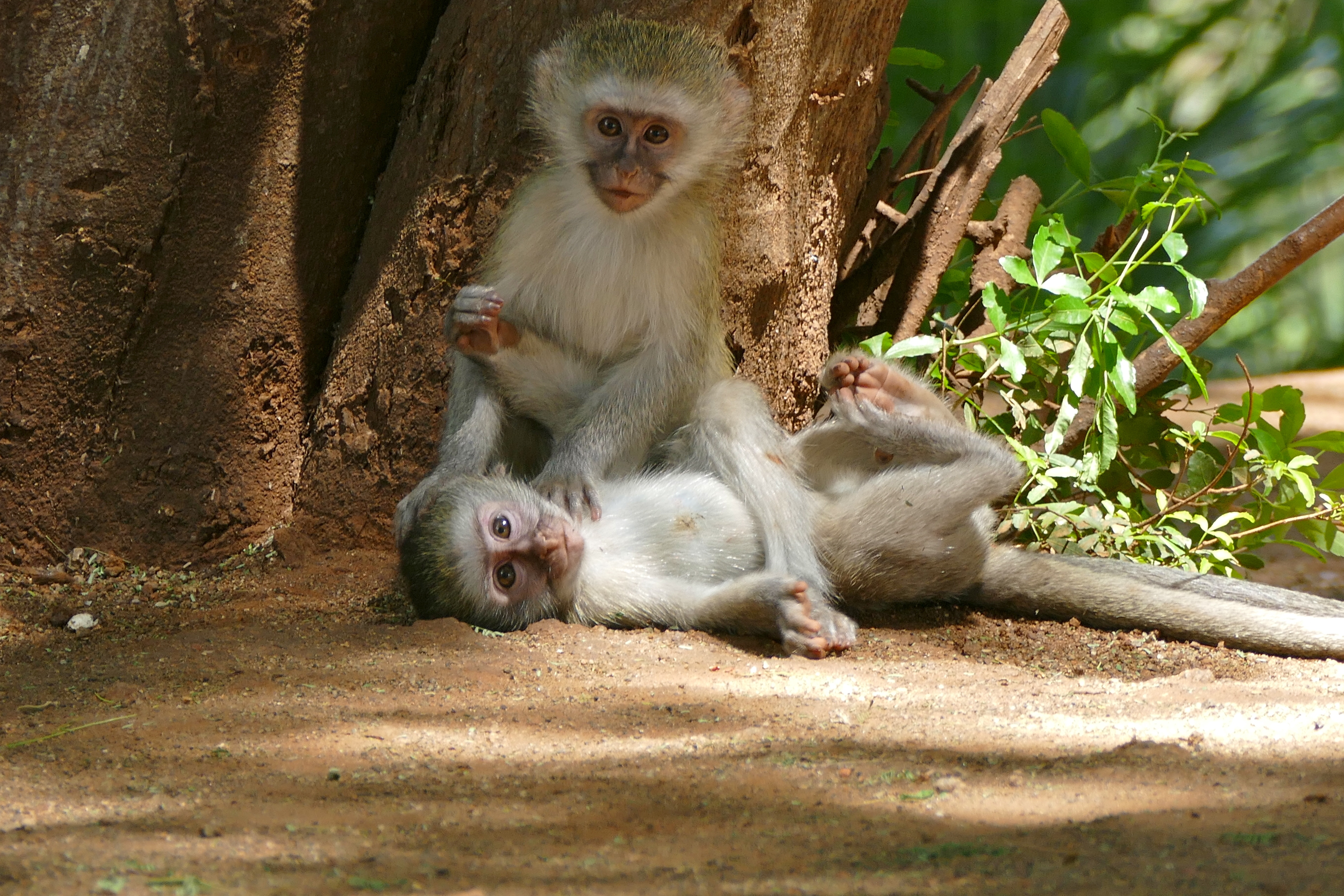
Juvéniles
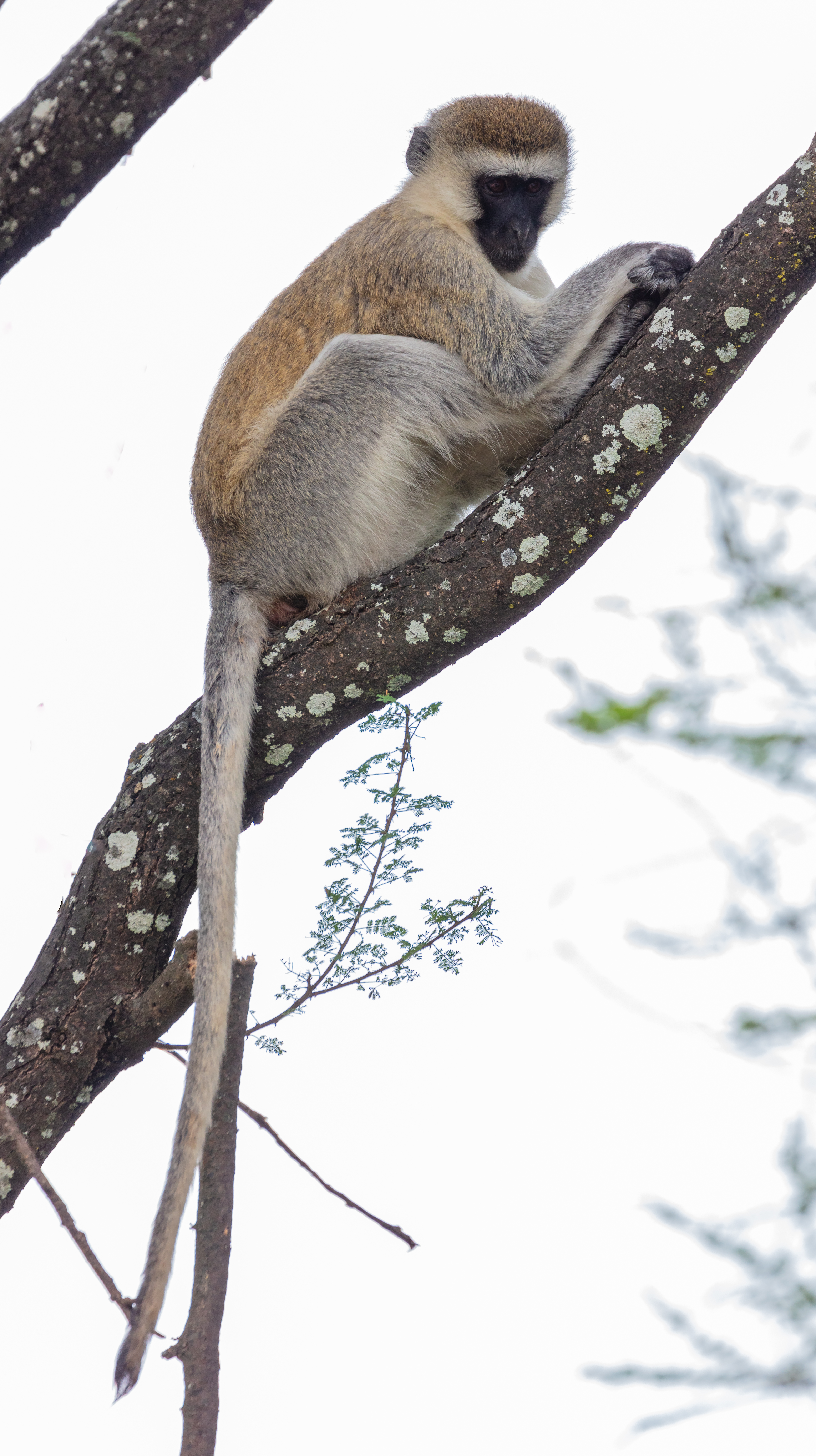
Vervet en Tanzanie

## Liste des sous-espèces
Selon Mammal Species of the World (version 3, 2005)  (4 juillet 2014) :

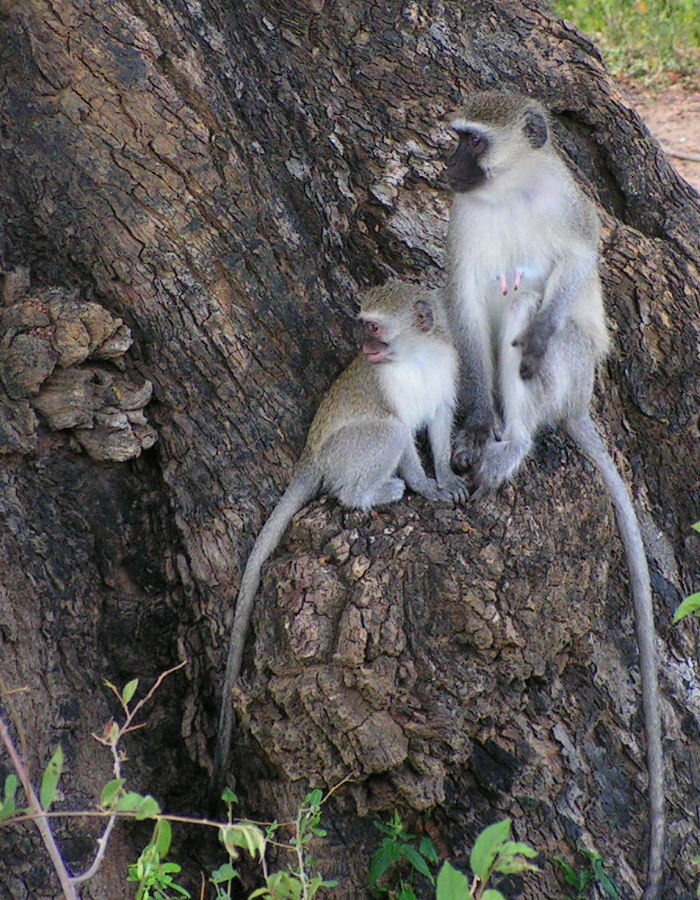
Vervets au Parc national Kruger, Afrique du Sud.

- sous-espèce Chlorocebus pygerythrus excubutor
- sous-espèce Chlorocebus pygerythrus hilgerti
- sous-espèce Chlorocebus pygerythrus nesiotes
- sous-espèce Chlorocebus pygerythrus nifoviridis
- sous-espèce Chlorocebus pygerythrus pygerythrus

## Menaces
Les Chlorocebus pygerythrus sont largement répartis en Afrique et capables de s'adapter mieux que la plupart des espèces de singes à la proximité des humains. Ils viennent en partie aussi dans les villes, envahir les plantations. Dans certains endroits, ils sont donc considérés comme ravageurs et persécutés. On les chasse aussi pour leur viande. Globalement, l'espèce n'est toutefois pas en danger.